# Evilenko
Evilenko (Brasil: Evilenko )  é um filme de terror italiano  de 2004, escrito e dirigido por David Grieco. O roteiro é baseado num livro do próprio Grieco, Il comunista che mangiava i bambini ("O comunista que comia criancinhas").

## Sinopse
Malcolm McDowell interpreta o professor de literatura Andrei Romanovic Chikatilo, o primeiro serial killer conhecido da Rússia no século XX. Ele ficou conhecido como "o açougueiro de Rostov".

## Elenco
- Malcolm McDowell ... Andrej Romanovic Evilenko
- Marton Csokas ... Vadim Timurouvic Lesiev
- Ronald Pickup ... Aron Richter
- Ihor Ciszkewycz ... Novikov
- Fabrizio Sergenti Castellani ... Tabakov (como Fabrizio Castellani)
- Vladimir Levizkiy ... 	Frolov
- Alexei Chadyuk ... 	Captain Ramenskij
- Viktor Gluskov ... 	Nikitin
- Ostap Stupka 	... 	Doctor Amitrin
- Vernon Dobtcheff ... 	Bagdasarov
- Romana Pollak 	... 	Irina